# Fatih Yılmaz (Fußballspieler, April 1989)
Fatih Yılmaz (* 3. April 1989 in Ceyhan) ist ein türkischer Fußballspieler.

## Karriere
Yılmaz durchlief die Nachwuchsabteilung von Ceyhanspor und unterschrieb am 18. Januar 2007 bei diesem seinen ersten Profivertrag. Zur Spielzeit 2009/10 wechselte er zum Ligarivalen und Viertligisten Kırıkhanspor. Bei diesem Verein erzielte er in seiner ersten Saison in 39 Ligaspielen 14 Tore und wurde damit der erfolgreichste Torschütze seiner Mannschaft.
Durch seine guten Leistungen während der Spielzeit 2009/10 wurden mehrere Vereine der oberen Ligen auf ihn aufmerksam. Schließlich verpflichtete der neue Zweitligist TKİ Tavşanlı Linyitspor Yılmaz. Bei diesem Verein kam er in zwei Spielzeiten zwar zu regelmäßigen Einsätzen, blieb aber insgesamt hinter den Erwartungen.
Vor der Saison 2012/13 wechselte er zum Drittligisten Hatayspor. Nachdem er hier in eineinhalb Saisons in lediglich vier Ligaspielen eingesetzt worden war, lieh ihn sein Verein für die Rückrunde an Kahramanmaraş Büyükşehir Belediyespor. Zum Saisonende heuerte Yılmaz beim Viertligisten Gölbaşıspor an und eine halbe Spielzeit später bei seinem früheren Klub Kırıkhanspor.